# Crassimarginatella vincularia
Crassimarginatella vincularia är en mossdjursart som beskrevs av Gordon 1984. Crassimarginatella vincularia ingår i släktet Crassimarginatella och familjen Calloporidae. Inga underarter finns listade i Catalogue of Life.